# José Olmos Burgos
José Olmos Burgos fou un polític valencià. Era un petit propietari agrícola militant del Partit d'Unió Republicana Autonomista. El 1931 fou escollit regidor de l'ajuntament de València, i exercí l'alcaldia entre febrer i març de 1936. Intentà redreçar el partit, força desacreditat després de l'escàndol de l'estraperlo, però a les eleccions municipals de març de 1936, tot i obtenir nou regidors, fou sobrepassat per la coalició del Front Popular (4 PSOE, 3 PCE, 2 Esquerra Valenciana) i va dimitir.